# Марана
Марана (на английски: Marana) е град в окръг Пима, щата Аризона, САЩ. Марана е с население от 31 860 жители (2007) и обща площ от 190,5 km². Намира се на 607 m надморска височина. ЗИП кодът му е 85653, а телефонният му код е 520.